# Нови стадион у Малабу
3° 43′ 30″ N 8° 46′ 9″ E / 3.72500° С; 8.76917° И
Нови стадион у Малабу шп. Nuevo Estadio de Malabo је вишенаменски стадион у Малабу, Екваторијална Гвинеја, који се тренутно највише користи за фудбалске утакмице. 
Нови стадион у Малабу налази се у округу Атепа, неколико километара од града Малабо. Стадион има 15.250 седишта и отворен је у 2007. Тренутно га Фудбалска репрезентација Екваторијалне Гвинеје користи за одигравање међународних утакмица. 
Изабран је као један од 4 стадиона на којем се играју утакмице Афричког купа нација 2012. Стадион је био домаћин финала Афричког купа нација за жене 2008.